# Misdroy (Schiff, 1859)
Die Misdroy war ein Seitenraddampfer, der von 1859 bis 1900 als Seebäderschiff im Stettiner Haff und an der pommerschen Küste und danach bis 1906 als Frachtschiff und Schlepper im Haff und auf der Oder verkehrte.

## Das Schiff
Das Schiff wurde 1859 bei der AG Vulcan Stettin mit der Baunummer 19 für die Reederei J. F. Braeunlich in Stettin gebaut. Es war 38,65 m lang und 5,06 m breit (etwa 14 m über die Radkästen), hatte 2,34 m Tiefgang und war mit 108 BRT vermessen. Eine Zwillings-Kolbendampfmaschine, gespeist von einem Feuerbüchsenkessel, leistete 50 PS und trieb die beiden Schaufelräder. Die Besatzung zählte sieben Mann. 1880 wurde das Schiff modernisiert und dann mit 112 BRT und 77 NRT neu vermessen.

## Laufbahn
Die Misdroy war das dritte Schiff der jungen Reederei, nach der 1852 in Dienst gestellten Dievenow und der 1857 folgenden Princess Royal Victoria, und wurde wie diese von Stettin nach Swinemünde und den Seebädern auf den pommerschen Inseln eingesetzt.
Im Jahre 1900 wurde sie an die Stettiner Reederei W. Kunstmann verkauft, bei der sie als Frachter und Schlepper vornehmlich zum Weitertransport schwedischen Eisenerzes von Stettin über die Oder benutzt wurde. 1906 wurde die Misdroy als Binnenschiff klassifiziert und dann noch im gleichen Jahr abgebrochen.